# Heloísa Seixas
Heloisa Seixas (Rio de Janeiro, 26 de julho de 1952) é uma escritora e tradutora brasileira. Formada em jornalismo pela Universidade Federal Fluminense, Heloisa trabalhou como jornalista no Jornal O Globo, na agência de notícias UPI e depois na assessoria de imprensa da ONU. Em 1995 estreou como escritora, ao lançar um livro de contos chamado Pente de Vênus: histórias do amor assombrado. Um ano mais tarde, a Record lançou seu primeiro romance, A porta. Desde então, Heloisa Seixas tem escrito romances, contos e novelas, além da peça O lugar escuro (2013) e dos musicais Era no tempo do rei (2010) e Bilac vê estrelas (2015), ambos em parceria com Julia Romeu. Durante sete anos, escreveu a coluna Contos mínimos no Jornal do Brasil.
Heloisa Seixas é casada com o também escritor Ruy Castro e é prima de Raul Seixas.

## Obras
- Pente de Vênus: histórias do amor assombrado (contos) - 1995
- A porta (romance) - 1996
- Diário de Perséfone (romance) - 1998
- Através do vidro (novela) - 2001
- Contos mínimos (contos) - 2001
- Pérolas absolutas (romance) - 2003
- Sete vidas: sete contos mínimos de gatos (contos) - 2003
- Histórias de Bicho Feio (infantil) - 2006
- Frenesi: história de duplo terror (contos) - 2006
- O lugar escuro (romance) - 2007
- O prazer de Ler (contos) - 2011
- Pena e Pincel (crônicas, com Leonel Brayner e Ruy Castro) - 2011
- Contos mais que mínimos (contos) - 2011
- Terramarear (textos sobre viagens, com Ruy Castro) - 2011
- Crônicas para ler na escola (crônicas) - 2013
- Uns cheios, outros em vão (crônicas e receitas) - 2013
- Carmen, a grande pequena notável (biografia infantil, com Julia Romeu) - 2014
- O oitavo selo (romance) - 2014

## Coletâneas e outros
- Depois: sete histórias de horror e terror (contos) - 1998
- Metamorfoses (contos) - Encontro - 2010[2]
- Dentro de um livro: contos (contos) - 2005
- As obras-primas que poucos leram - vols.1 e 2 (crítica) - 2005
- As obras primas que poucos leram - vols. 3 e 4 (crítica) - 2006